# سالزبری، دومینیکا
سالزبری (به لاتین: Salisbury, Dominica) یک زیستگاه انسانی در دومینیکا است که در قصبه سنت جوزف واقع شده‌است.

## خصوصیات
سالزبری ۲٬۵۹۰ نفر جمعیت دارد و ۵۰ متر بالاتر از سطح دریا واقع شده‌است.